# Jean Louis Marie Poiseuille
Jean Léonard Marie Poiseuille (ur. 22 kwietnia 1797 w Paryżu, zm. 26 grudnia 1869 tamże) – francuski lekarz i fizyk.

## Życiorys
W latach 1815–1816 na École polytechnique w Paryżu studiował fizykę i matematykę. W 1828 uzyskał stopień doktora (tytuł rozprawy doktorskiej: Recherches sur la force du coeur aortique). Interesował go przepływ krwi ludzkiej w wąskich naczyniach.
W 1838 odkrył eksperymentalnie, w 1840 sformułował, a w 1846 opublikował prawo Poiseuille'a (znane również jako prawo Hagena-Poiseuille, od nazwiska niemieckiego fizyka G. H. L. Hagena). Dotyczy ono stacjonarnego, laminarnego przepływu nieściśliwego, lepkiego płynu (płynu newtonowskiego) w rurze o stałym przekroju kołowym. 

## Upamiętnienie
Na cześć uczonego nazwano w układzie jednostek miar CGS jednostkę lepkości dynamicznej puazem.